# Lleonci d'Arabissos
Lleonci d'Arabissos (en llatí Leontius, en grec antic Λεόντιος) fou un bisbe d'Arabissos a Capadòcia d'època incerta.
Foci fa menció de dues de les seves obres:
- 1. Εἰς τὴν κτίσιν λόγος, Sermo de Creatione (Sermó sobre la Creació)
- 2. Εἰς τὸν Λάζαρον, De Lazaro (Sobre Llàtzer).[1]